# Bahnstrecke Grünauer Kreuz–Berlin Flughafen BER
| Einfahrt in den Tunnel unter den Flugbetriebsflächen des Flughafens BER. Links die S-Bahn aus Richtung Schönefeld, rechts die Fernbahnstrecke von Glasower Damm. |                      |                                   |                                   |
| Streckennummer (DB): | 6008                 |                                   |                                   |
| Streckenlänge: | 13,6 km              |                                   |                                   |
| Spurweite: | 1435 mm (Normalspur) |                                   |                                   |
| Stromsystem: | 750 V =              |                                   |                                   |
| |                      |                                   |                                   |
| \| \| \| von Berlin (S-Bahn) \| \| \| \| 0,0 \| Grünauer Kreuz Güteraußenring \| Grünauer Kreuz Güteraußenring \| \| \| \| nach Königs Wusterhausen (S-Bahn) \| \| \| \| \| Berlin–Görlitz \| \| \| \| \| Verbindung zum Berliner Außenring \| \| \| \| \| von Berlin-Grünau \| \| \| \| 1,9 \| Berlin-Altglienicke \| Berlin-Altglienicke \| \| \| 3,4 \| Berlin Grünbergallee \| Berlin Grünbergallee \| \| \| \| nach Diepensee (1958–1963) \| \| \| \| \| nach Teltow \| \| \| \| \| Berliner Außenring von Berlin \| \| \| \| 5,9 \| Schönefeld (bei Berlin) (S-Bahn) \| Schönefeld (bei Berlin) (S-Bahn) \| \| \| \| \| \| \| \| \| Berliner Außenring nach Saarmund \| \| \| \| 9,8 \| Waßmannsdorf \| Waßmannsdorf \| \| \| \| von Glasower Damm \| \| \| \| \| \| \| \| \| 13,6 \| Flughafen BER (S-Bahn) \| Flughafen BER (S-Bahn) \| \| \| \| \| \| \| \| \| nach Bohnsdorf Süd \| \| |                      |                                   |                                   |
| Strecke |                      | von Berlin (S-Bahn)               | von Berlin (S-Bahn)               |
| Abzweig geradeaus und ehemals von links | 0,0                  | Grünauer Kreuz Güteraußenring     | Grünauer Kreuz Güteraußenring     |
| Abzweig geradeaus und nach links |                      | nach Königs Wusterhausen (S-Bahn) | nach Königs Wusterhausen (S-Bahn) |
| Kreuzung geradeaus unten |                      | Berlin–Görlitz                    | Berlin–Görlitz                    |
| Kreuzung geradeaus unten |                      | Verbindung zum Berliner Außenring | Verbindung zum Berliner Außenring |
| Abzweig geradeaus und ehemals von links |                      | von Berlin-Grünau                 | von Berlin-Grünau                 |
| S-Bahnhof | 1,9                  | Berlin-Altglienicke               | Berlin-Altglienicke               |
| S-Bahn-Halt | 3,4                  | Berlin Grünbergallee              | Berlin Grünbergallee              |
| Abzweig geradeaus und ehemals nach links |                      | nach Diepensee (1958–1963)        | nach Diepensee (1958–1963)        |
| Abzweig geradeaus und ehemals nach rechts |                      | nach Teltow                       | nach Teltow                       |
| Strecke von rechts · Strecke |                      | Berliner Außenring von Berlin     | Berliner Außenring von Berlin     |
| Bahnhof · S-Bahnhof | 5,9                  | Schönefeld (bei Berlin) (S-Bahn)  | Schönefeld (bei Berlin) (S-Bahn)  |
| Abzweig geradeaus und ehemals nach links · Abzweig geradeaus und ehemals von rechts |                      |                                   |                                   |
| Strecke nach rechts · Abzweig geradeaus und ehemals nach rechts |                      | Berliner Außenring nach Saarmund  | Berliner Außenring nach Saarmund  |
| S-Bahn-Halt | 9,8                  | Waßmannsdorf                      | Waßmannsdorf                      |
| Strecke von rechts · Strecke |                      | von Glasower Damm                 | von Glasower Damm                 |
| Tunnelanfang · Tunnelanfang |                      |                                   |                                   |
| Bahnhof (im Tunnel) · S-Kopfbahnhof Streckenende (im Tunnel) | 13,6                 | Flughafen BER (S-Bahn)            | Flughafen BER (S-Bahn)            |
| Tunnelende |                      |                                   |                                   |
| Strecke |                      | nach Bohnsdorf Süd                | nach Bohnsdorf Süd                |

Die Bahnstrecke Grünauer Kreuz–Berlin Flughafen BER ist eine Bahnstrecke im Süden von Berlin und in den angrenzenden Gebieten von Brandenburg. Sie wird von der S-Bahn Berlin genutzt. Der erste, 5,9 Kilometer lange Streckenabschnitt wurde im Jahr 1962 eröffnet und diente vor allem der Anbindung des Flughafens Berlin-Schönefeld und des zugehörigen Fernbahnhofs. Im Jahr 2011 ging eine 7,7 Kilometer lange Verlängerung in Betrieb, die den Flughafen Berlin Brandenburg (BER) erschließt. Wegen Verzögerungen bei der Inbetriebnahme des Flughafens BER wird dieser Abschnitt erst seit Oktober 2020 für den öffentlichen Verkehr genutzt.

## Geschichte

### Vorgeschichte
Zwischen den aus Berlin führenden Radialstrecken der Dresdener und  Görlitzer Bahn gab es bis in die 1930er Jahre als einzige Eisenbahnstrecke nur die Neukölln-Mittenwalder Eisenbahn, gleichfalls eine Radialstrecke. Letztere band auch das Dorf Schönefeld an. Planungen für eine tangentiale Verbindung hatte es mit der Umgehungsbahn schon mehrere Jahrzehnte gegeben, jedoch wurden sie nur westlich der Anhalter Bahn tatsächlich realisiert. Während der Zeit des Nationalsozialismus wurde provisorisch der Güteraußenring gebaut, der im Bereich der südlichen Berliner Stadtgrenze von der Anhalter Bahn nach Osten verlief. Hier wurde kurzzeitig nach dem Zweiten Weltkrieg Personenverkehr zwischen Berlin-Grünau und Lichtenrade über Schönefeld realisiert, später zwischen 1955 und 1958 erneut von Grünau bis Großziethen.
Als Folge der deutschen und Berliner Teilung wurde Anfang der 1950er Jahre der durchgehende Bahnverkehr von den meisten Umlandstrecken (mit Ausnahme der S-Bahn) und West-Berlin unterbrochen. Der Verkehr wurde von den südlichen Radialstrecken über den Anfang der 1950er Jahre gebauten Berliner Außenring in den Ostteil Berlins geleitet. Da innerhalb der Stadt noch weitgehend ungehindert zwischen Ost- und Westteil gewechselt werden konnte, wurden auch an den Grenzen zwischen Ost-Berlin und dem Umland Kontrollbahnhöfe eingerichtet, wo die Reisenden vor der Fahrt nach Berlin überprüft wurden. Auch in Schönefeld war ein solcher Kontrollbahnhof entstanden. Er diente nicht dem öffentlichen Verkehr, aber für Flugreisende zum 1955 für die zivile Nutzung eröffneten Flughafen Berlin-Schönefeld sollen die dort haltenden Züge dennoch nutzbar gewesen sein.
Zur Verbesserung der Flughafenanbindung plante man bereits 1958 eine S-Bahn-Strecke zum Flughafen. Dabei gab es auch Ideen, die Strecke in Richtung Westen nach Rangsdorf oder entlang des Berliner Außenrings nach Ludwigsfelde zu verlängern. Mit dem Bau der Berliner Mauer am 13. August 1961 wurde eine Bahnanbindung noch dringender notwendig. Reisende aus den Gebieten südlich Berlins in den Südosten Berlins sollten in Schönefeld auf die S-Bahn wechseln können. So wurde bald darauf mit dem Streckenbau begonnen.

### S-Bahn zum Flughafen Schönefeld

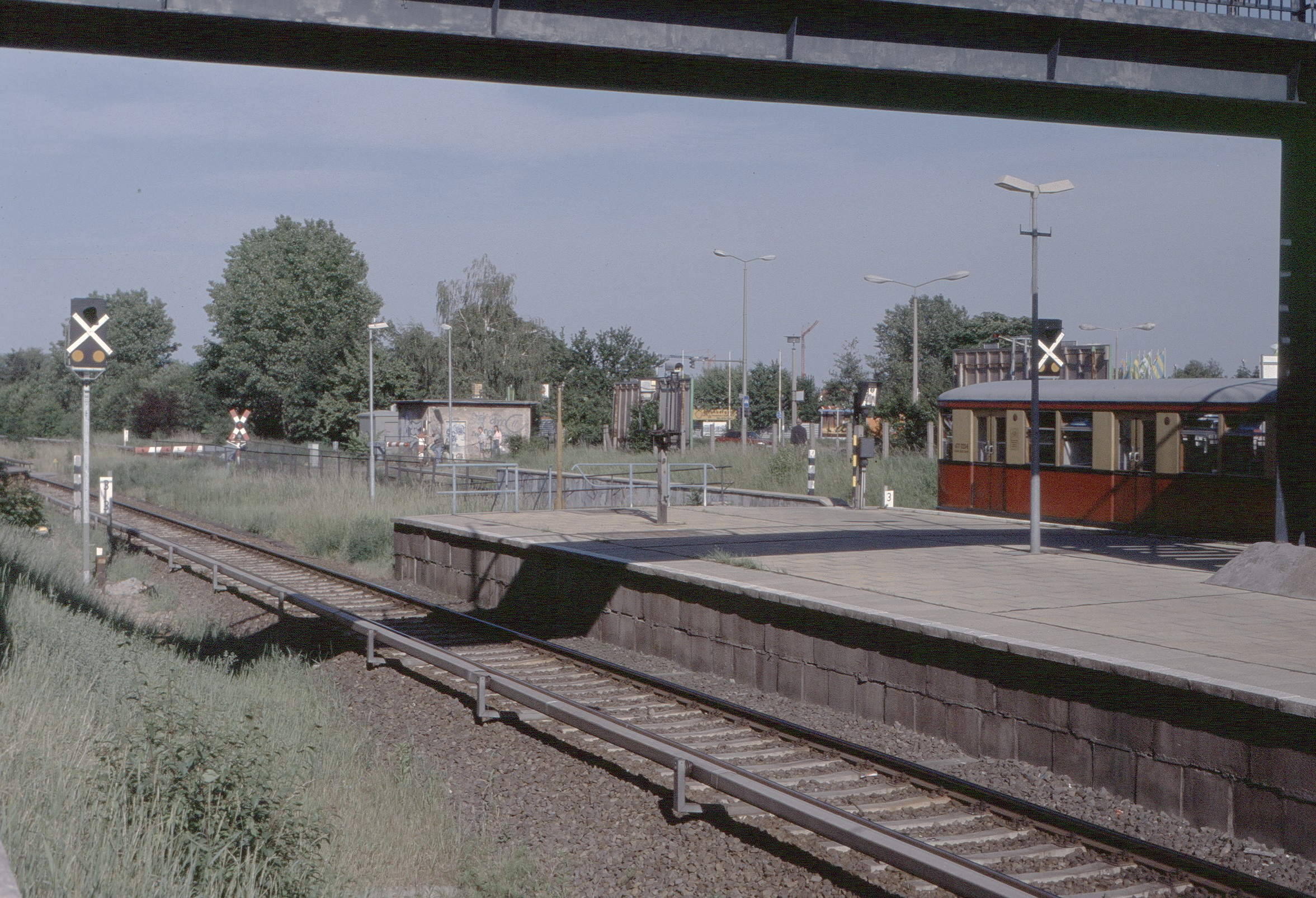
S-Bahnhof Grünbergallee Richtung Osten im Jahr 2000

Ende September 1961 begannen die Arbeiten an der Strecke. Zwischen Altglienicke und Schönefeld wurde ein zweites Gleise gebaut (außer unter der Unterführung Waltersdorfer Chaussee), die Anlagen im Bereich Altglienicke mussten umgebaut werden, da neben der Bahnstrecke ein Schnellstraßenbahnzubringer entstand. Die Straßenbrücke über die Gleise im Zuge der Germanenstraße wurde abgerissen und durch eine Fußgängerbrücke mit Bahnsteigzugang ersetzt. Der Bahnhof Grünbergallee (ursprünglich unter dem Namen Falkenhöhe geplant) wurde neu gebaut, auf den früheren Haltepunkt Schönefeld Siedlung am GAR wurde verzichtet. Die Anlagen des nunmehr dem öffentlichen Verkehr dienenden Bahnhofs Schönefeld wurden etwas erweitert. Ein neuer S-Bahnsteig und eine Fußgängerbrücke wurden errichtet, 1962 entstand ein Abfertigungsgebäude. Dennoch blieb der Bahnhof lange Zeit ein Provisorium.
Am 26. Februar 1962 ging die Strecke in Betrieb, der Bahnhof Grünbergallee eröffnete erst am 27. Mai 1962. Vorbereitet wurde am Grünauer Kreuz eine mögliche Verlängerung der S-Bahn entlang des Außenrings in Richtung Wuhlheide. Die Stromversorgung der Strecke erfolgte durch ein provisorisches Unterwerk am Grünauer Kreuz, das später durch einen Neubau ersetzt wurde.
Zwischen 1978 und 1985 wurde der Bahnhof Flughafen Berlin-Schönefeld grundhaft ausgebaut. Damit verschwanden die Provisorien aus den 1960ern, die S-Bahn erhielt einen überdachten Bahnsteig und eine westlich daran anschließende, zweigleisige Kehranlage. Der S-Bahn-Teil des 1983 in Betrieb genommenen neuen Gleisbildstellwerkes Fhs erhielt einen Programmselbststellbetrieb mit mehreren wählbaren Programmen. Der Fahrdienstleiter S-Bahn musste neben der Programmwahl die Funktion dieser Anlage nur überwachen, er übernahm deshalb zusätzlich die Bedienung der Zugzielanzeiger der Fernbahn.
Von 1985 bis 1987 wurde auch der Abschnitt zwischen Grünauer Kreuz und Altglienicke zweigleisig ausgebaut. Damit wurde die Leistungsfähigkeit der Strecke gesteigert. Perspektivisches Ziel war dabei, eine dritte Zuggruppe (d. h. drei Züge pro Richtung in 20 Minuten) zu ermöglichen, um Neubaugebiete im Raum Altglienicke besser anzubinden. Zu dieser Angebotsverdichtung kam es jedoch nicht. Der letzte eingleisige Streckenabschnitt an der Brücke unter der Waltersdorfer Chaussee wurde 1991 beseitigt.

### Verlängerung zum Flughafen BER

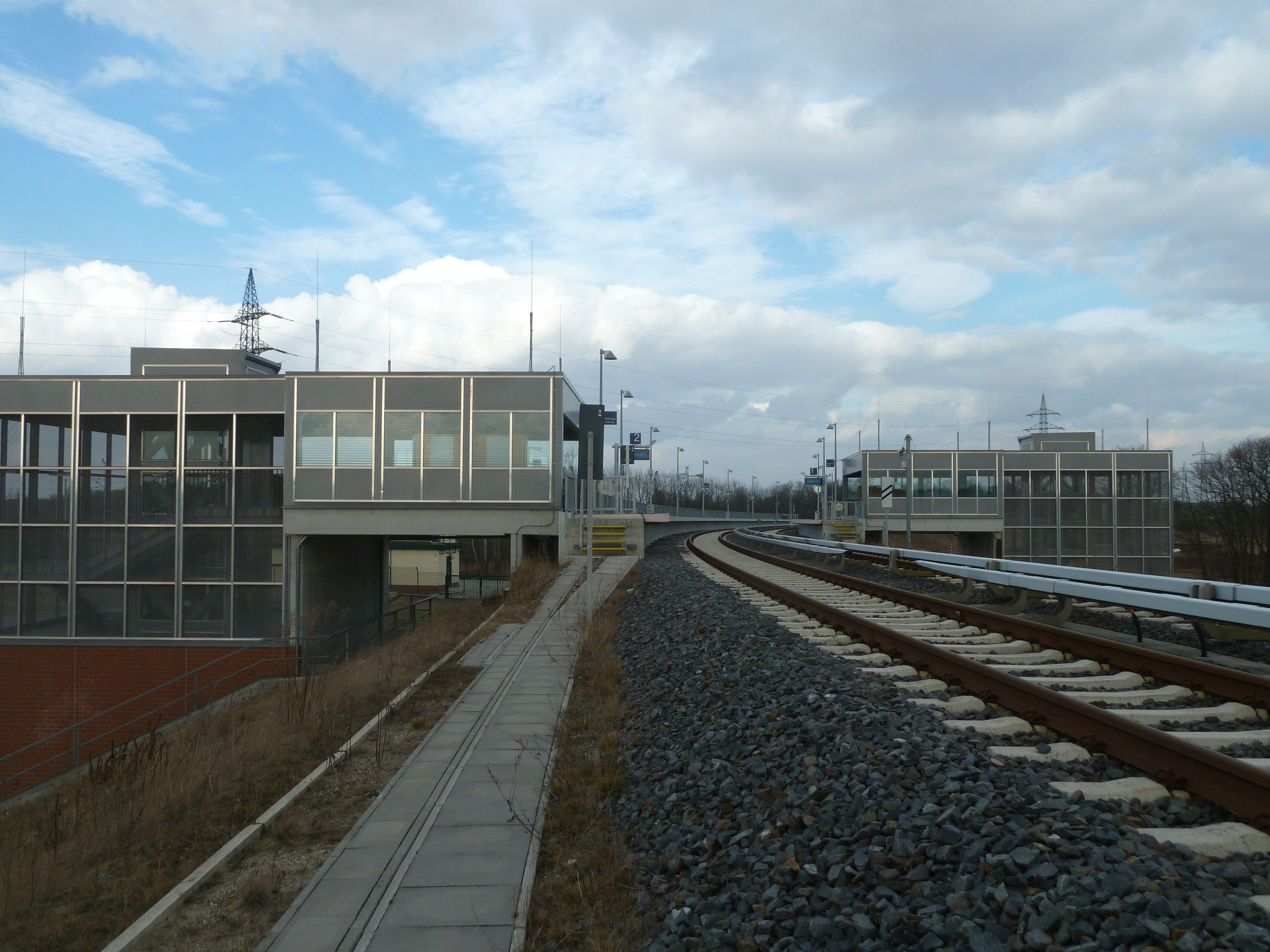
S-Bahnhof Waßmannsdorf

In den 1990er Jahren setzte sich der Standort Schönefeld in der Frage durch, wo der neue Großflughafen für Berlin entstehen soll. Als Standort für den neuen Terminalbau wurde ein Areal im südlichen Teil des bestehenden Flughafens gewählt. Verschiedene Konzepte für dessen Anbindung an Berlin wurden untersucht. In den 1990er Jahren waren zwei Varianten für eine S-Bahn-Verbindung favorisiert: zum einen eine unterirdische Verbindung vom bestehenden Bahnhof Schönefeld unter dem Rollfeld, zum anderen eine Ost-West-Verbindung vom Bahnhof Blankenfelde an der Dresdener Bahn über den Flughafenbahnhof und weiter zur Görlitzer Bahn.
Dazu kam es allerdings nicht. Stattdessen entstand eine Verbindung, die vom alten Bahnhof Schönefeld den Flughafen in einer großen Schleife nördlich umfährt und dann von Westen gemeinsam mit der Fernbahn in einem Tunnel den neuen Flughafenbahnhof erreicht. Sie nutzt dabei auf dem Berliner Außenring die Gleise der Strecke 6137 Abzw Glasower Damm Ago – Flughafen Berlin Schönefeld, die in den 1980er Jahren in Verlängerung der Strecke Berlin–Dresden parallel zum südlichen Berliner Außenring gebaut wurden und für die nach der Veränderung der Verkehrsströme durch die Inbetriebnahme der Nord-Süd-Fernbahn in Berlin kein anderweitiger Bedarf mehr bestand. Unter Beibehaltung eines Kehrgleises wurde die Strecke im Bereich der bisherigen Kehranlage an die Streckengleise angeschwenkt. Die bisher zwischen den Strecken 6126 und 6137 auf dem Westkopf des Bahnhofs Flughafen Berlin-Schönefeld liegenden Weichenverbindungen wurden dabei ausgebaut. Etwa am bisherigen Kilometer 31,5 beginnt der Bogen zum Bahnhof Flughafen BER. Ursprünglich war keine Zwischenstation geplant, jedoch finanzierte die Gemeinde Schönefeld den Bau des Haltepunkts Waßmannsdorf. Die neue Strecke ist gemeinsam mit der Fernbahnstrecke seit 31. Oktober 2011 in Betrieb. An diesem Tag sollte ursprünglich auch der Flughafen Berlin-Brandenburg in Betrieb gehen. Jedoch kam es bei dessen Bau zu Verzögerungen. Auch der geplante Termin im Sommer 2012 war nicht zu halten. Anfang 2016 ging man von einer Fertigstellung des Flughafens frühestens Ende 2017 aus. Ende 2017 wurde von der Flughafengesellschaft der Oktober 2020 als neuer „belastbarer Eröffnungstermin“ benannt.
Ab Januar 2012 wurden auf der neuen Strecke Streckenkenntnisfahrten für die Triebfahrzeugführer durchgeführt, die aber nach der erneuten Verschiebung der Flughafeneröffnung abgebrochen wurden. Allerdings wurden weiterhin kontinuierlich einzelne Fahrten durchgeführt, um die Strecke betriebsbereit zu halten und den unterirdischen Flughafenbahnhof zu belüften. Ende Oktober 2020, kurz vor der Eröffnung des Flughafens, wurde schließlich der reguläre S-Bahn-Verkehr aufgenommen.

### Personenverkehr

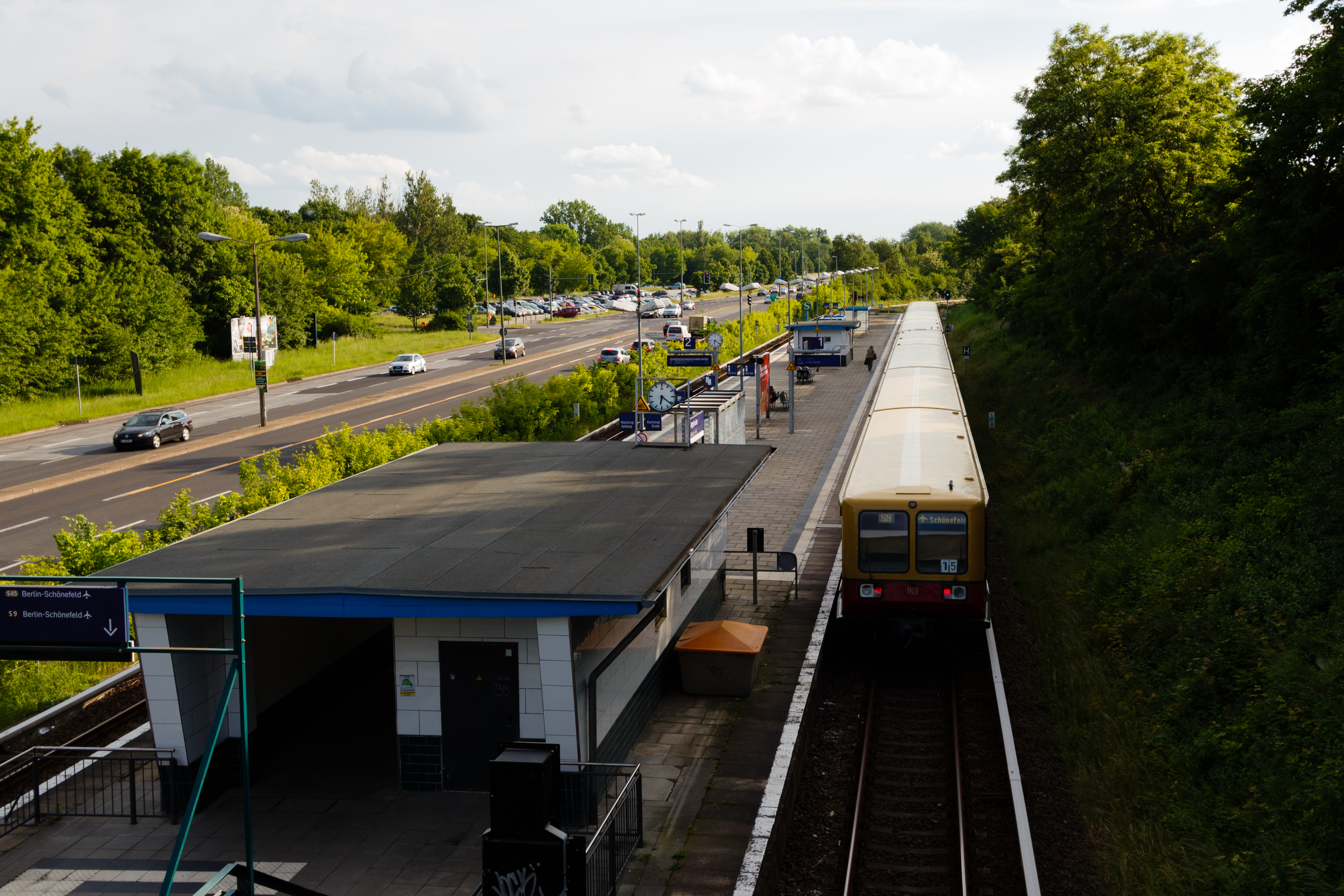
S-Bahn im Bahnhof Altglienicke

Bereits kurz nach Eröffnung der Strecke wurde sie von zwei Zuggruppen der S-Bahn, d. h. jeweils zwei Zügen pro Richtung in einem 20-Minuten-Intervall, befahren. 1962 verkehrten die Zuggruppen Bernau – Zentralflughafen Schönefeld (während der ganzen Betriebszeit) und Friedrichstraße – Schönefeld (im Tagesverkehr) auf der Strecke. Letztgenannte Zuggruppe zwischen der Berliner Stadtbahn verkehrte bereits wenige Jahre später während der gesamten Betriebszeit. Seitdem ist sie die Stammzuggruppe auf der Strecke. 1990 wurde sie in den Westteil der Stadt bis Charlottenburg, zeitweise auch bis Westkreuz verlängert. Seit 1991 trägt sie die Liniennummer S9. Wegen der Bauarbeiten am Ostkreuz wird sie seit 2009 nicht mehr auf die Stadtbahn, sondern nach Pankow bzw. Blankenburg geführt, soll aber nach Fertigstellung der Verbindungskurve wieder auf die Stadtbahn fahren.
Die zweite Zuggruppe nach Schönefeld wechselte mehrfach. Lange Zeit gab es durchgehende Verbindungen zwischen Schönefeld und Oranienburg. Seit Ende 2002 fährt die Linie S45 von Schönefeld über Baumschulenweg auf die südliche Berliner Ringbahn. Endpunkt der Linie ist im Jahr 2016 der Bahnhof Südkreuz, teilweise auch der Bahnhof Bundesplatz. Diese beiden Linien sollen auch nach Fertigstellung des Flughafens BER auf der Strecke verkehren und dann im Bahnhof Flughafen BER enden.

## Streckenverlauf

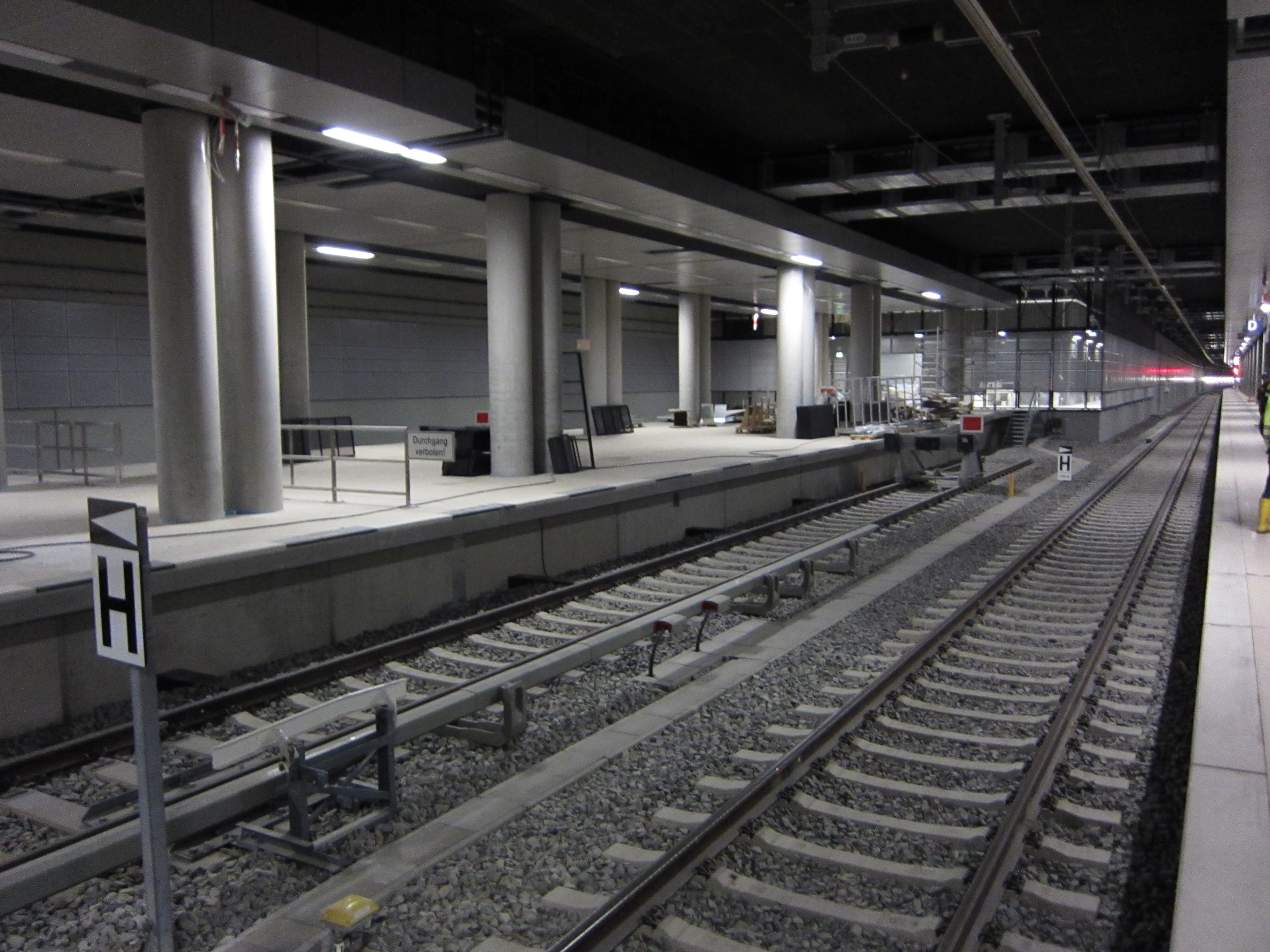
Blick auf den S-Bahnsteig im Bahnhof Flughafen BER

Die Strecke beginnt im Grünauer Kreuz. Dort überquert der Berliner Außenring die Strecke der Görlitzer Bahn. Eine Vielzahl von Verbindungskurven ermöglicht dort Fahrten auf den Ferngleisen aus allen in alle Richtungen. Für die S-Bahn gibt es in diesem Bereich nur den Abzweig der Strecke zum Flughafen von der S-Bahn entlang der Görlitzer Bahn in Richtung Grünau und Königs Wusterhausen. Die Trasse zum Flughafen wendet sich nach Südwesten und nutzt zunächst die ehemalige Trasse des Güteraußenrings. Der Bahnhof Berlin-Altglienicke liegt gemeinsam mit dem Autobahnzubringer in einem Einschnitt zwischen den Ortsteilen Altglienicke und Bohnsdorf. Die Strecke verläuft weiter in Richtung Westen und erreicht den Haltepunkt Grünbergallee. An der gleichnamigen Straße gibt es einen der wenigen beschrankten Bahnübergänge innerhalb des S-Bahn-Netzes auf Berliner Stadtgebiet.
Die Strecke überquert die Berliner Stadtgrenze und erreicht wieder den Berliner Außenring. Der Bahnhof Schönefeld (bei Berlin) besitzt einen Inselbahnsteig für die S-Bahn mit zwei S-Bahn-Gleisen und ehemals drei Inselbahnsteige für die Fernbahn. Ursprünglich war keine Weiterführung der S-Bahn-Strecke vorgesehen. Deswegen führt die Verlängerung der S-Bahn-Strecke in der Achse der früheren Ferngleise der Strecke 6137 weiter. Der benachbarte Fernbahnsteig B musste für die Verschwenkung außer Betrieb genommen werden. Die neue S-Bahn-Strecke nützt die beiden südlichen Außenringgleise. Sie folgt dem Ring mehrere Kilometer und biegt im Ort Waßmannsdorf nach Süden ab. Dort liegt der Haltepunkt Waßmannsdorf, der auf einem Damm errichtet wurde. Die Strecke trifft bei Selchow (Schönefeld) auf die Ferngleise der Bahnstrecke Glasower Damm Ost–Bohnsdorf Süd und verläuft gemeinsam mit dieser zunächst in einem Trog, dann in einem mehrere Kilometer langen Tunnel nach Osten bzw. Nordosten bis zum Bahnhof Flughafen BER. Hier endet die S-Bahn-Strecke, während die Fernbahngleise weiter zur Görlitzer Bahn geführt werden. Der Flughafenbahnhof ist nur etwa 2,5 Kilometer Luftlinie vom Bahnhof Schönefeld entfernt, während die S-Bahn-Strecke zwischen beiden Bahnhöfen 7,7 Kilometer lang ist.
Im neuen Flughafenbahnhof wurde keine Kehranlage vorgesehen, die Züge wenden am Bahnsteig. Der Flughafenbahnhof wird von einem elektronischen Stellwerk in Selchow gesteuert.